# Episodi di Webster (sesta stagione)
La sesta e ultima stagione della serie televisiva Webster è stata trasmessa in first-run syndication negli Stati Uniti d'America tra il 9 settembre 1988 e il 10 marzo 1989.
| nº | Titolo originale                     | Titolo italiano | Prima TV USA      | Prima TV Italia |
| -- | ------------------------------------ | --------------- | ----------------- | --------------- |
| 1  | The wild, wild webst                 |                 | 9 settembre 1988  |                 |
| 2  | The painting                         |                 | 16 settembre 1988 |                 |
| 3  | The quiz show                        |                 | 23 settembre 1988 |                 |
| 4  | Papa's big romance                   |                 | 30 settembre 1988 |                 |
| 5  | The election                         |                 | 7 ottobre 1988    |                 |
| 6  | Sale away                            |                 | 14 ottobre 1988   |                 |
| 7  | The crush                            |                 | 21 ottobre 1988   |                 |
| 8  | The Chelsea cat                      |                 | 28 ottobre 1988   |                 |
| 9  | Take my cousin, please               |                 | 4 novembre 1988   |                 |
| 10 | Heaven                               |                 | 11 novembre 1988  |                 |
| 11 | The web-touchables (Part 1)          |                 | 18 novembre 1988  |                 |
| 12 | The web-touchables (Part 2)          |                 | 25 novembre 1988  |                 |
| 13 | Rich man, poor man                   |                 | 2 dicembre 1988   |                 |
| 14 | Doing time at the community center   |                 | 9 dicembre 1988   |                 |
| 15 | Bowled over                          |                 | 16 dicembre 1988  |                 |
| 16 | Thanksgiving with the four tops      |                 | 6 gennaio 1989    |                 |
| 17 | Here come the jets                   |                 | 13 gennaio 1989   |                 |
| 18 | A-camping we will go                 |                 | 20 gennaio 1989   |                 |
| 19 | Ticket to ride                       |                 | 27 gennaio 1989   |                 |
| 20 | The science project                  |                 | 3 febbraio 1989   |                 |
| 21 | The gospel truth                     |                 | 10 febbraio 1989  |                 |
| 22 | They don't shoot horses, do they?    |                 | 17 febbraio 1989  |                 |
| 23 | The visitor                          |                 | 24 febbraio 1989  |                 |
| 24 | Flood of memories: the final chapter |                 | 3 marzo 1989      |                 |
| 25 | Webtrek                              |                 | 10 marzo 1989     |                 |